# Грёнберг, Аксель
Рольф Аксель Эйнар «Арчи» Грёнберг (швед. Rolf Axel Einar "Acke" Grönberg; 9 мая 1918, Нурберг, Вестманланд, Швеция — 23 апреля 1988,  Стокгольм, Швеция) — шведский борец греко-римского и вольного стилей, двукратный чемпион Олимпийских игр, чемпион мира, призёр чемпионатов Европы, 15-кратный чемпион Швеции (8-кратный в греко-римской и 7-кратный в вольной борьбе) 

## Биография
В 1946 году стал третьим на чемпионате Европы по вольной борьбе, а в 1947 году взял «бронзу» и на чемпионате Европы по греко-римской борьбе.  
На Летних Олимпийских играх 1948 года в Лондоне боролся по греко-римской борьбе в категории до 79 килограммов (средний вес). Выбывание из турнира проходило по мере накопления штрафных баллов. Схватку судили трое судей, за чистую победу штрафные баллы не начислялись, за победу решением судей при любом соотношении голосов начислялся 1 штрафной балл, за проигрыш решением 2-1 начислялись 2 штрафных балла, проигрыш решением 3-0 и чистый проигрыш карался 3 штрафными баллами.
Титул оспаривали 13 человек. Аксель Грёнберг уверенно победил всех соперников, три из шести схваток выиграв чисто, и стал олимпийским чемпионом. 
| Круг  | Соперник          | Страна    | Результат | Основание                | Время схватки |
| ----- | ----------------- | --------- | --------- | ------------------------ | ------------- |
| 1     | Аббас Ахмад       | Египет    | Победа    | Туше (0 штрафных баллов) | 17:36         |
| 2     | Кааре Ларсен      | Норвегия  | Победа    | 3-0 (1 штрафной балл)    | -             |
| 3     | Юхо Киннунен      | Финляндия | Победа    | Туше (0 штрафных баллов) | 4:29          |
| 4     | Дюла Нёмети       | Венгрия   | Победа    | 3-0 (1 штрафной балл)    | -             |
| 5     | Жан-Баптист Беной | Бельгия   | Победа    | Туше (0 штрафных баллов) | 7:08          |
| Финал | Мухлис Тайфур     | Турция    | Победа    | 3-0 (1 штрафной балл)    | -             |

В 1949 году выступал на чемпионате Европы по вольной борьбе, и завоевал «серебро». В 1950 году выступил на первом, после почти тридцати лет, чемпионате мира по греко-римской борьбе, где одержал уверенную победу, став чемпионом мира.
На Летних Олимпийских играх 1952 года в Хельсинки боролся в категории до 79 килограммов (средний вес). Выбывание из турнира проходило по мере накопления штрафных баллов. Схватку судили трое судей, за чистую победу штрафные баллы не начислялись, за победу по очками при любом соотношении голосов начислялся 1 штрафной балл, поражение по очками при любом соотношении голосов или чистое поражение карались 3 штрафными баллами. Если борец набирал 5 или более штрафных баллов, он выбывал из турнира. Когда оставалось только три борца, они разыгрывали между собой медали (если не встречались в схватках до финального раунда). После начала финальных схваток, борцы могли продолжать выступления имея и более пяти штрафных баллов.  
Титул оспаривали 11 человек. На этот раз Аксель Грёнберг выступал не так уверенно, но тем не менее стабильно выигрывал у всех по очкам. Поскольку Аксель Грёнберг до начала финальных схваток уже победил двух финалистов Калерво Раухала и Николая Белова, в финале он уже не участвовал, став двукратным олимпийским чемпионом. 
| Круг  | Соперник         | Страна                                    | Результат | Основание             | Время схватки |
| ----- | ---------------- | ----------------------------------------- | --------- | --------------------- | ------------- |
| 1     | Калерво Раухала  | Финляндия                                 | Победа    | 3-0 (1 штрафной балл) | -             |
| 2     | Густав Гоке      | Германия                                  | Победа    | 3-0 (1 штрафной балл) | -             |
| 3     | Эрколе Галлегати | Италия                                    | Победа    | 3-0 (1 штрафной балл) | -             |
| 4     | Николай Белов    | Союз Советских Социалистических Республик | Победа    | 3-0 (1 штрафной балл) | -             |
| Финал | -                | -                                         | -         | -                     | -             |

В 1953 году остался вторым на чемпионате мира, а в 1954 году выступил на чемпионате мира по вольной борьбе, где смог только войти в шестёрку лучших. 
Умер в 1986 году.